# Deutsches Meisterschaftsrudern 1893
Das 12. Deutsche Meisterschaftsrudern wurde 1893 in Stettin ausgetragen. Wie in den Jahren zuvor wurde nur im Einer der Männer ein Meister ermittelt. Emil Döring vom Ruder-Club Favorite Hammonia sicherte sich nach 1889 seinen zweiten Meistertitel.

## Medaillengewinner
| Bootsklasse | Gold                               | Silber                                 | Bronze                               |
| ----------- | ---------------------------------- | -------------------------------------- | ------------------------------------ |
| Einer       | Emil Döring (RC Favorite Hammonia) | Paul Wolff (RV Sport-Germania Stettin) | Wilhelm Klebahn (Bremer RV von 1882) |